# Fort Worth Meacham International Airport

i7
i11
i13
Der Fort Worth Meacham International Airport (auch Meacham Field, IATA-Code: FTW, ICAO-Code: KFTW) ist ein Flugplatz für die Allgemeine Luftfahrt im Norden von Fort Worth im US-Bundesstaat Texas. Er ist nach dem ehemaligen Bürgermeister von Fort Worth Henry C. Meacham benannt.

## Geschichte

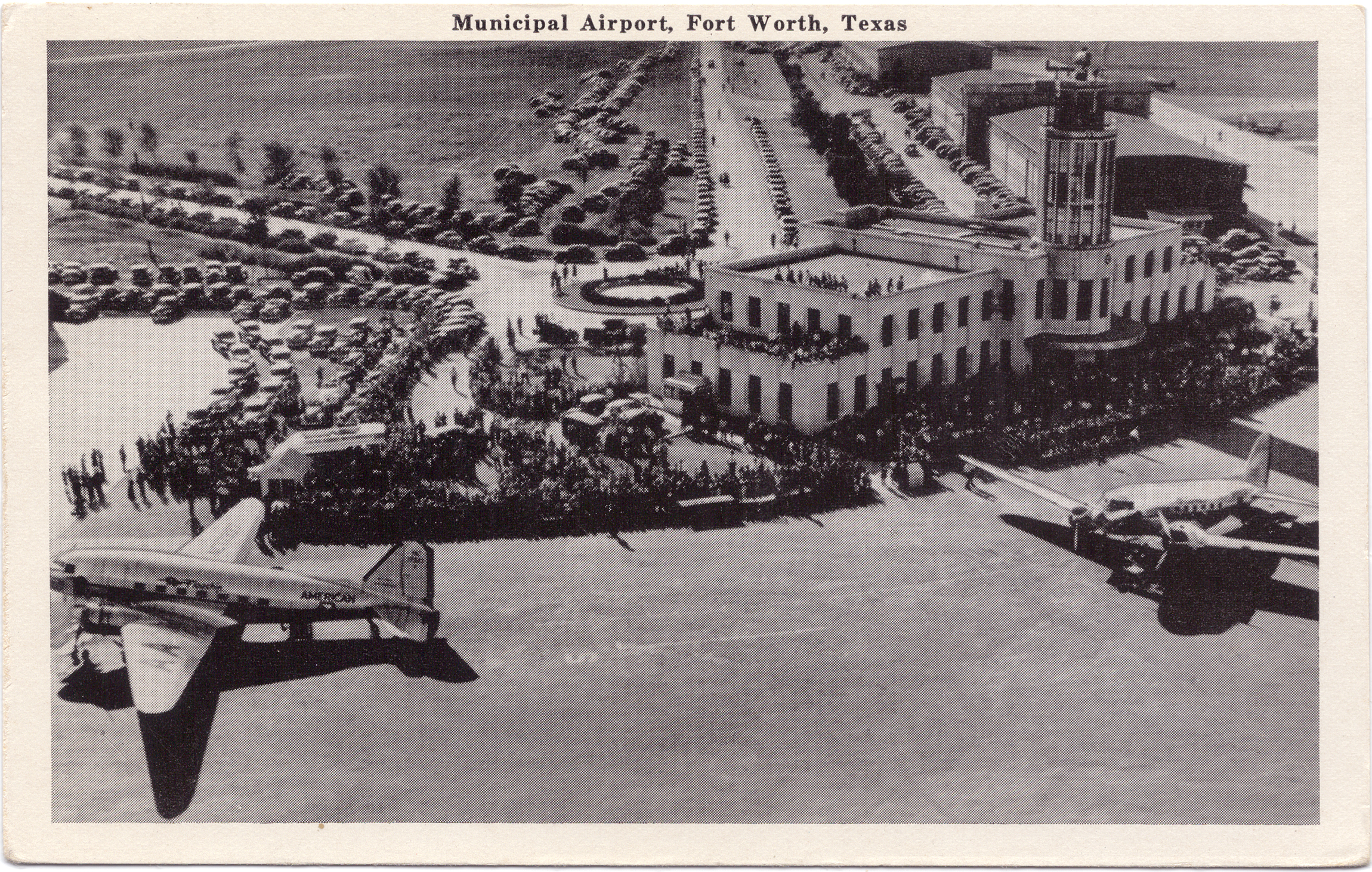
Postkarte des Fort Worth Municipal Airport, undatiert

Am 3. Juli 1925 kaufte die Stadt Fort Worth den damaligen Fort Worth Municipal Airport. Im Jahr 1927 wurde er nach dem ehemaligen Bürgermeister Henry C. Meacham in Meacham Field umbenannt. Der Platz war bis 1953 der Hauptflughafen von Fort Worth, bevor die dort ansässigen Fluggesellschaften zum Amon Carter Field verlegt wurden.
Ab 1953 wurde der Platz von Geschäfts- und Pendelflugverkehr sowie von Flugschulen genutzt. Im Jahr 1985 wurde er in Fort Worth Meacham Airport und 1995 in Fort Worth Meacham International Airport umbenannt. Seit 1953 versuchten sieben Fluggesellschaften, Linienflüge ab dem Flugplatz zu etablieren. Keine der Airlines hielt den Betrieb jedoch länger als einige Jahre aufrecht. Von 1979 bis 1980 flog Tejas Airlines mit Fairchild Swearingen Metrolinern nach Austin, Houston, Corpus Christi, San Antonio und Laredo. Des Weiteren flogen Metro Airlines von 1979 bis 1981, Fort Worth Airlines von 1984 bis 1985, Exec Express Airlines (später Lone Star Airlines) von 1987 bis 1988 und Mesa Airlines von 1997 bis 1998 vom Fort Worth Meacham International Airport ab.
Im April 2006 zeigte die Billigfluggesellschaft Skybus Airlines bei ihrer Gründung Interesse, ab 2007 Flüge vom Flugplatz aus anzubieten, stellte jedoch den Betrieb noch vor Außerkraftsetzung des Wright Amendment 2014 wieder ein.
Am 15. Januar 2015 entschied der Betreiber des Flugplatzes, die Start- und Landebahn 9/27 stillzulegen, um Platz für zusätzliche Hangars zu schaffen. Zu diesem Zeitpunkt war die Bahn schon etwa ein Jahr aufgrund ihres desolaten Zustands gesperrt gewesen.

## Anlieger
Am Flughafen sind verschiedene luftfahrttechnische Betriebe ansässig. Dazu gehören neben dem Waffenhersteller Alliant Techsystems und der Texas Aviation Services die drei Flugzeugwerften American Aero, Cornerstone Flight Center und Texas Jet. Im Hangar 33S auf der Südseite des Flugplatzes befindet sich ein Luftfahrtmuseum. Des Weiteren sind zwei Staffeln der Civil Air Patrol auf dem Flugplatz stationiert.

## Zwischenfälle
- Am 25. Juni 1989 stürzte eine Cessna 152 beim Durchstarten aufgrund eines Strömungsabrisses ab. Durch ein Feuer infolge des Aufpralls wurde die Maschine vollständig zerstört und sowohl der Pilot als auch sein Passagier getötet.[3]
- Am 20. November 1996 kollidierte eine Piper PA-28R-200 Arrow während eines nächtlichen ILS-Anflugs bei schlechter Sicht mit einer Hochspannungsleitung. Beide Insassen wurden bei dem Unfall getötet und das Flugzeug zerstört. Das National Transportation Safety Board schrieb den Unfall den schlechten Wetterbedingungen und dem Marihuanakonsum des Piloten zu.[4]